# 베르제닌
베르제닌(영어: bergenin)은 트라이하이드록시벤조산의 글리코사이드이다. 쿠스쿠틴(영어: cuscutin)이라고도 한다. 베르제닌은 4-O-메틸 갈산의 C-글리코사이드이다. 이것은 노르베르제닌이라 불리는 O-메틸화 유도체를 가지고 있다. 이들은 일반적으로 파샨브헤드(Paashaanbhed, Bergenia ligulata)로 알려진 아유르베다의 화합물 및 약물이다. 베르제닌은 강력한 면역 조절 효과를 나타낸다.
베르제닌은 베르게니아 실리아타(Bergenia ciliata) 및 베르게니아 리굴라타(Bergenia ligulata)와 같은 베르게니아속의 종에서 분리될 수 있으며, 베르게니아 스트라케이(Bergenia stracheyi)의 뿌리줄기에서 분리될 수 있다. 베르제닌은 또한 드리오발라놉스 아로마티카(Dryobalanops aromatica)의 줄기 수피, 아르디시아 엘립티카(Ardisia elliptica), 말로투스 자포니쿠스(Mallotus japonicus)에서도 발견할 수 있다.

## 같이 보기
- 트라이하이드록시벤조산